# María Manzanares
María Manzanares (Miraflores de la Sierra, circa 1584) conocida como la bruja de Miraflores, fue una curandera española acusada de brujería en el siglo XVII.

## Proceso inquisitorial
En 1644 tras extenderse el rumor en Miraflores de que había brujas en el pueblo, Manzanares es denunciada ante la Inquisición y posteriormente detenida bajo la acusación de ser bruja. Los testimonios de los vecinos en su contra fueron numerosos. Junto a ella fue detenida Ana de Nieva, que contaba entonces con 64 años. Fueron descritas en los documentos de la época como "pobres y feas y de físico desagradable". Aunque estos rasgos se corresponden más con los mitos donde las mujeres acusadas de brujería siempre eran vistas como feas y malvadas desde el modelo social masculino.
Existe documentación original del proceso de Manzanares en el Archivo Histórico Nacional, en el que se menciona que este caso de brujería terminó con un juicio abierto a estas dos mujeres delatadas por 28 vecinos. Se las acusaba de alegrarse de las desdichas de los demás, provocar calenturas y enfermedades. Además, Manzanares fue acusada de correr desnuda por la sierra y de secar a la gente con polvos obtenidos a partir de las hierbas del campo y de utilizar ingredientes y ungüentos preparados con tierra de cementerio, pan negro mojado en sangre de hombre, trozos de ombligo de niño, o polvos de animales machacados.

Ante las acusaciones, Manzanares se defendió indicando que en la primera ocasión se estaba sacudiendo las pulgas y en la otra secando su ropa. De Nieva culpó a María Manzanares de invocar a los demonios y relató cómo aparecieron muchas brujas montando un cabrón negro y un brujo que las iba sacando a bailar al son de panderos y cantando:
De cabrío en cabrío, con la ira del Diablo.
Después del baile, se cuenta que se marcharon a Torrelaguna y bebieron tres tinajas de vino en una bodega, práctica que de Nieva confirmó que había ocurrido en otras ocasiones.
Durante el juicio, los mismos habitantes de Miraflores que antaño acudieron a la ayuda de Manzanares por su destreza como curandera, la culparon de ser la responsable de las desgracias ocurridas en el pueblo.

En 1700, en el expediente de un proceso inquisitorial contra Isabel de la Maza, discípula de Manzanares y vecina del pueblo Manzanares el Real, se encuentran los detalles sobre Manzanares que De la Maza proporciona en una de las audiencias voluntarias en las que decía: 
"La que había echado sal en la lumbre y llamado al Demonio mayor fue la maestra de oficios, y María Manzanares, que ambas lo hacían y de ellas aprendió hacía 17 años...".
Considerada culpable, fue condenada al destierro temporal. La pena se fue reduciendo y, aunque en 1645 no podía residir en el arzobispado de Toledo, posteriormente bastó con que se mantuviese a una distancia de 10 leguas de Miraflores y Madrid y, finalmente, a 5 leguas de su pueblo, Toledo y Madrid, durante al menos 3 años.

## Menciones actuales
Su historia es recordada en la enseñanza universitaria gracias a profesores como James S. Amelang, profesor de Historia Moderna en la Universidad Autónoma de Madrid, que lo hace en el programa de la asignatura de 'Antropología cultural: Brujería', en la que trata las identidades de género y el tema de las mujeres como víctimas, citando el de Manzanares como un caso concreto.
En marzo de 2013, el programa de televisión Cuarto Milenio hizo un reportaje sobre Manzanares volviendo a atraer la atención sobre su figura.